# デュワグB形電車
B形は、ドイツの鉄道車両メーカーであったデュッセルドルフ車両製造所（→デュワグ）製の電車。ドイツ各地に開通したシュタットバーンと呼ばれる地下鉄（ライトレール）向けに開発された連接式車両である。

## 概要

### 開発までの経緯
1960年代以降、西ドイツ（現：ドイツ）の各都市ではモータリーゼーションの進展から道路の混雑が深刻化し、従来の道路上を走る路面電車では定時運転が難しい状況に陥っていた。だが、その一方で路面電車の輸送力の高さを見直す動きも存在し、道路と分離した専用軌道への移設など様々な施策が実行に移されるようになった。その1つが、都市部の併用軌道を地下のトンネルに移設し、路面電車と同じ小規格の地下鉄網を建設するというシュタットバーンであった。その動きがとくに盛んだったのはケルンやボン、ドルトムント、デュッセルドルフなどのライン＝ルール大都市圏で、従来の路面電車や電気鉄道網を拡張し、各都市を繋ぐシュタットバーンの計画が次々に進められていた。これに合わせて、ドイツの鉄道車両メーカーであったデュッセルドルフ車両製造（デュワグ、現：シーメンス）がボンやケルンで路面電車を運営する各事業者と共に開発したのが、シュタットバーン向け連接式電車であるB形である。

### 構造
B形は両運転台の2車体連接車で、最大3両まで総括制御による連結運転が可能な設計となっている。そのため車両には自動連結器が備わっており、冬季には加熱設備により氷結を防ぐ。高速運転を目的としシュタットバーンで運用される事から、最高速度は80 km/h - 100 km/hと従来の西ドイツにおける路面電車車両と比べて高く設定されている他、全長も28,000 mmと長くなっている。また、高床式プラットホームが設置された路線での運用を前提としており両開きの乗降扉は高い位置に存在するが、従来の低床式プラットホームに対応するため扉の下部には折り畳み式のステップが搭載されている。車体設計については、ドイツにおける路面電車（BOStrab）および普通鉄道（EBO）双方に適合した設計が用いられている。

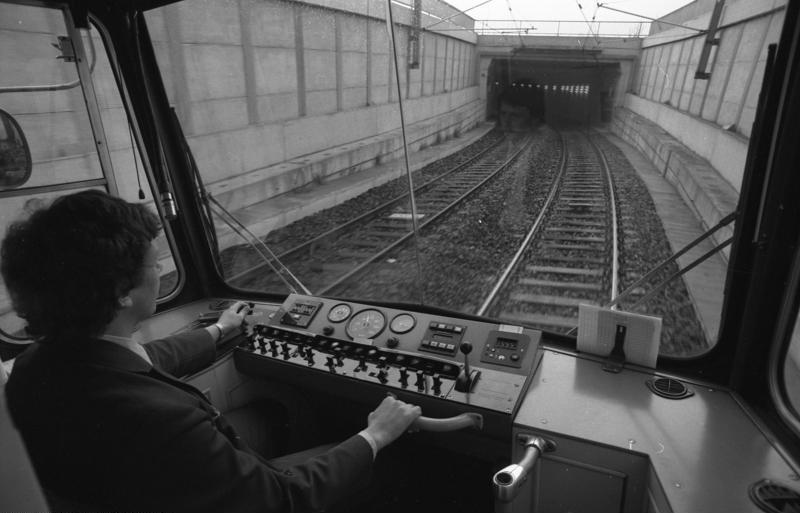
運転室（ボン）
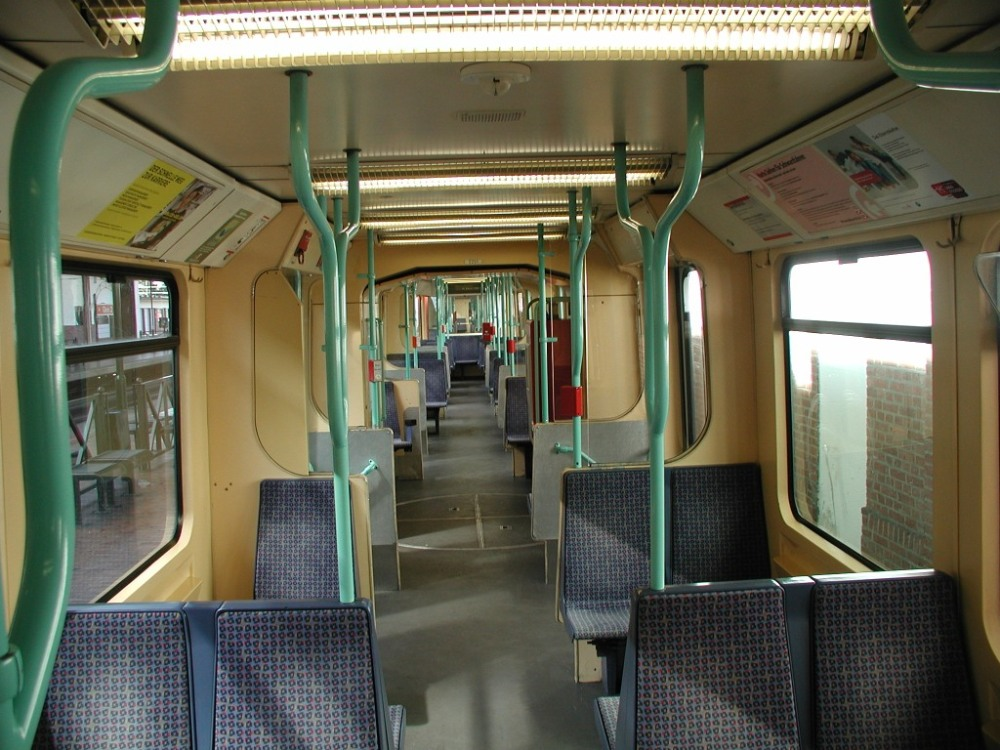
車内（ケルン）
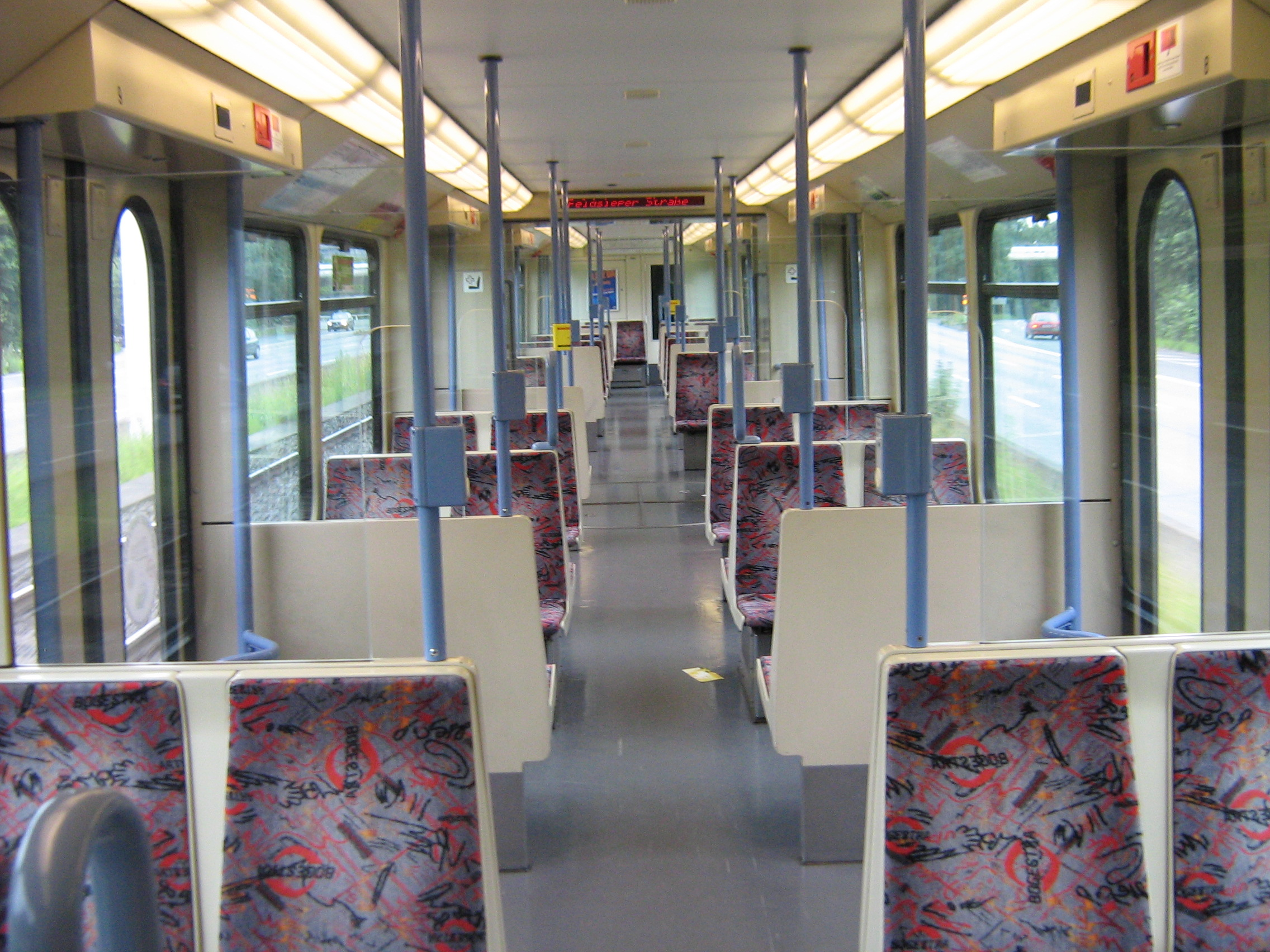
車内（ボーフム）

### 車種・主要諸元
B形は導入された路線の条件や技術の向上により、最高速度や機器、編成が異なる多数の車種が展開された。これらの形式名および主要諸元は以下の通りである。
| 形式         | B80S                      | B100S                     | B80D                      | B100D                     | B80C                      | B100C                     | B80C8              |
| 車種         | 2車体連接車               | 2車体連接車               | 2車体連接車               | 2車体連接車               | 2車体連接車               | 2車体連接車               | 3車体連接車        |
| 軸配置       | B'2'B'                    | B'2'B'                    | B'2'B'                    | B'2'B'                    | B'2'B'                    | B'2'B'                    | B'2'2'B'           |
| 最高速度     | 80km/h                    | 100km/h                   | 80km/h                    | 100km/h                   | 80km/h                    | 100km/h                   | 80km/h             |
| 加速度       | 1.1m/s2                   | 1.1m/s2                   | 1.1m/s2                   | 1.1m/s2                   | 1.1m/s2                   | 1.1m/s2                   | 1.0m/s2            |
| 緊急減速度   | 3.0m/s2                   | 3.0m/s2                   | 3.0m/s2                   | 3.0m/s2                   | 3.0m/s2                   | 3.0m/s2                   | 2.7m/s2            |
| 軌間         | 1,435mm                   | 1,435mm                   | 1,435mm                   | 1,435mm                   | 1,435mm                   | 1,435mm                   | 1,435mm            |
| 全長         | 28,000mm                  | 28,000mm                  | 28,000mm                  | 28,000mm                  | 28,000mm                  | 28,000mm                  | 38,350mm           |
| 全幅         | 2,650mm                   | 2,650mm                   | 2,650mm                   | 2,650mm                   | 2,650mm                   | 2,650mm                   | 2,650mm            |
| 床上高さ     | 1,000mm                   | 1,000mm                   | 1,000mm                   | 1,000mm                   | 1,000mm                   | 1,000mm                   | 1,000mm            |
| 乗降扉数     | 4箇所                     | 4箇所                     | 4箇所                     | 4箇所                     | 4箇所                     | 4箇所                     | 5箇所              |
| 重量         | 37.0-40.0t                | 37.0-40.0t                | 37.0-40.0t                | 37.0-40.0t                | 37.0-40.0t                | 37.0-40.0t                | 50.0t              |
| 着席定員     | 72人                      | 72人                      | 72人                      | 72人                      | 72人                      | 72人                      | 96人               |
| 立席定員     | 112人                     | 112人                     | 112人                     | 112人                     | 112人                     | 112人                     | 150人              |
| 主電動機出力 | 235kw(x2基) 196kw(x4基)   | 235kw(x2基) 196kw(x4基)   | 235kw(x2基) 196kw(x4基)   | 235kw(x2基) 196kw(x4基)   | 235kw(x2基) 196kw(x4基)   | 235kw(x2基) 196kw(x4基)   | 222kw(x2基)        |
| 車両出力     | 470kw 784kw               | 470kw 784kw               | 470kw 784kw               | 470kw 784kw               | 470kw 784kw               | 470kw 784kw               | 444kw              |
| 制御方式     | 抵抗制御 (電磁開閉器使用) | 抵抗制御 (電磁開閉器使用) | 電機子チョッパ制御        | 電機子チョッパ制御        | VVVFインバータ制御        | VVVFインバータ制御        | VVVFインバータ制御 |
| 参考         | [ 2 ] [ 5 ] [ 10 ] [ 11 ] | [ 2 ] [ 5 ] [ 10 ] [ 11 ] | [ 2 ] [ 5 ] [ 10 ] [ 11 ] | [ 2 ] [ 5 ] [ 10 ] [ 11 ] | [ 2 ] [ 5 ] [ 10 ] [ 11 ] | [ 2 ] [ 5 ] [ 10 ] [ 11 ] | [ 9 ]              |

## 運用・導入都市
1973年にボン（ボン・シュタットバーン）向け車両が導入されて以降、B形は以下のドイツ各都市へ向けて1999年まで量産が行われた。導入された車両の中には連結運転を前提とし定員数を増加させた片運転台車両や、車内に調理設備を有するものも存在する。その一方でB形は軌間1,435 mmのみに対応しており、軌間1,000 mmの路面電車が存在するエッセンではB形と従来の路面電車が共に走る区間が三線軌道（デュアルゲージ）で建設されている。
| デュワグB形 導入都市一覧        | デュワグB形 導入都市一覧 | デュワグB形 導入都市一覧 | デュワグB形 導入都市一覧                     | デュワグB形 導入都市一覧 | デュワグB形 導入都市一覧                                                   |
| 都市                            | 形式                     | 両数                     | 車両番号                                     | 製造年                   | 備考・参考                                                                 |
| ------------------------------- | ------------------------ | ------------------------ | -------------------------------------------- | ------------------------ | -------------------------------------------------------------------------- |
| ボーフム (BOGESTRA)             | B80D                     | 16両                     | 6001-6013                                    | 1988-89                  | [ 13 ]                                                                     |
| ボーフム (BOGESTRA)             | B80D                     | 16両                     | 6014-6016                                    | 1993                     | [ 13 ]                                                                     |
| ボン （SWB）                    | B100S                    | 28両                     | 7351 7451-7467 7651-7654 7751-7760 8451-8456 | 1973-84                  | 10両は2004-09年にドルトムントへ譲渡(B1S)、ただし2020年以降全車廃車予定     |
| ボン （SWB）                    | B100C                    | 14両                     | 9351-9364                                    | 1993                     |                                                                            |
| ボン （SSB）                    | B100S                    | 17両                     | 7571-7578 8371-8378 8471                     | 1975-84                  |                                                                            |
| ボン （SSB）                    | B100C                    | 6両                      | 9371-9376                                    | 1993                     |                                                                            |
| ドルトムント (DSW21)            | B80C6 (B6)               | 54両                     | 301-354                                      | 1986-94                  | 344-354は後年にB80C8(B8)へ改造                                             |
| ドルトムント (DSW21)            | B80C8 (B8)               | 10両                     | 355-364                                      | 1998-99                  | 3車体連接車                                                                |
| デュッセルドルフ (ラインバーン) | B80D                     | 12両                     | 4001-4012 4101-4104 4201-4288                | 1981                     | [ 18 ]                                                                     |
| デュッセルドルフ (ラインバーン) | B80D                     | 4両                      | 4101-4104                                    | 1988                     | 車内に調理設備を設置                                                       |
| デュッセルドルフ (ラインバーン) | B80D                     | 88両                     | 4201-4288                                    | 1985-93                  | [ 20 ]                                                                     |
| デュイスブルク                  | B80C                     | 18両                     | 4701-4718                                    | 1983-85                  | 4715-4718は車内に調理設備が存在                                            |
| エッセン                        | B100S                    | 104両                    | 5001-5008                                    | 1975-85                  | 1986年にB80C(5101-5108)へ改造                                              |
| エッセン                        | B100S                    | 104両                    | 5009-5011                                    | 1975-85                  | 1981年にB80C(5109-5111)へ改造                                              |
| エッセン                        | B100S                    | 104両                    | 5021-5026,5028                               | 1975-85                  | 1981年にB80C(5121-5127)へ改造                                              |
| エッセン                        | B100S                    | 104両                    | 5027                                         | 1975-85                  | 1978-88年はデュッセルドルフに在籍 エッセンへ返還後1988年にB80C(5128)へ改造 |
| エッセン                        | B80C                     | 104両                    | 5141-5145                                    | 1975-85                  |                                                                            |
| ケルン （KWB）                  | B100S                    | 56両                     | 2001-2029 2050-2054 2101-2122                | 1973-85                  | 2000番台のうち32両は2008-09年にイスタンブール(トルコ)へ譲渡                |
| ケルン （KWB）                  | B80S                     | 20両                     | 2030-2049                                    | 1977                     | 2000番台のうち32両は2008-09年にイスタンブール(トルコ)へ譲渡                |
| ケルン （KWB）                  | B80D                     | 50両                     | 2201-2240 2251-2260                          | 1987-92                  | 連結運転を前提とした片運転台車両 一部車両はワゴン・ユニオンが製造          |
| ケルン （KWB）                  | B80D                     | 33両                     | 2301-2333                                    | 1995-96                  |                                                                            |
| ケルン (KBE)                    | B100S                    | 5両                      | 2095-2099                                    | 1977                     | 1992年以降はKWBが所有                                                      |
| ケルン (KBE)                    | B100S                    | 8両                      | 2192-2199                                    | 1985                     | 1992年以降はKWBが所有                                                      |
| ミュールハイム                  | B100S                    | 5両                      | 5012-5016                                    | 1976                     |                                                                            |
| ミュールハイム                  | B80S                     | 2両                      | 5031-5032                                    | 1985                     |                                                                            |

## ギャラリー

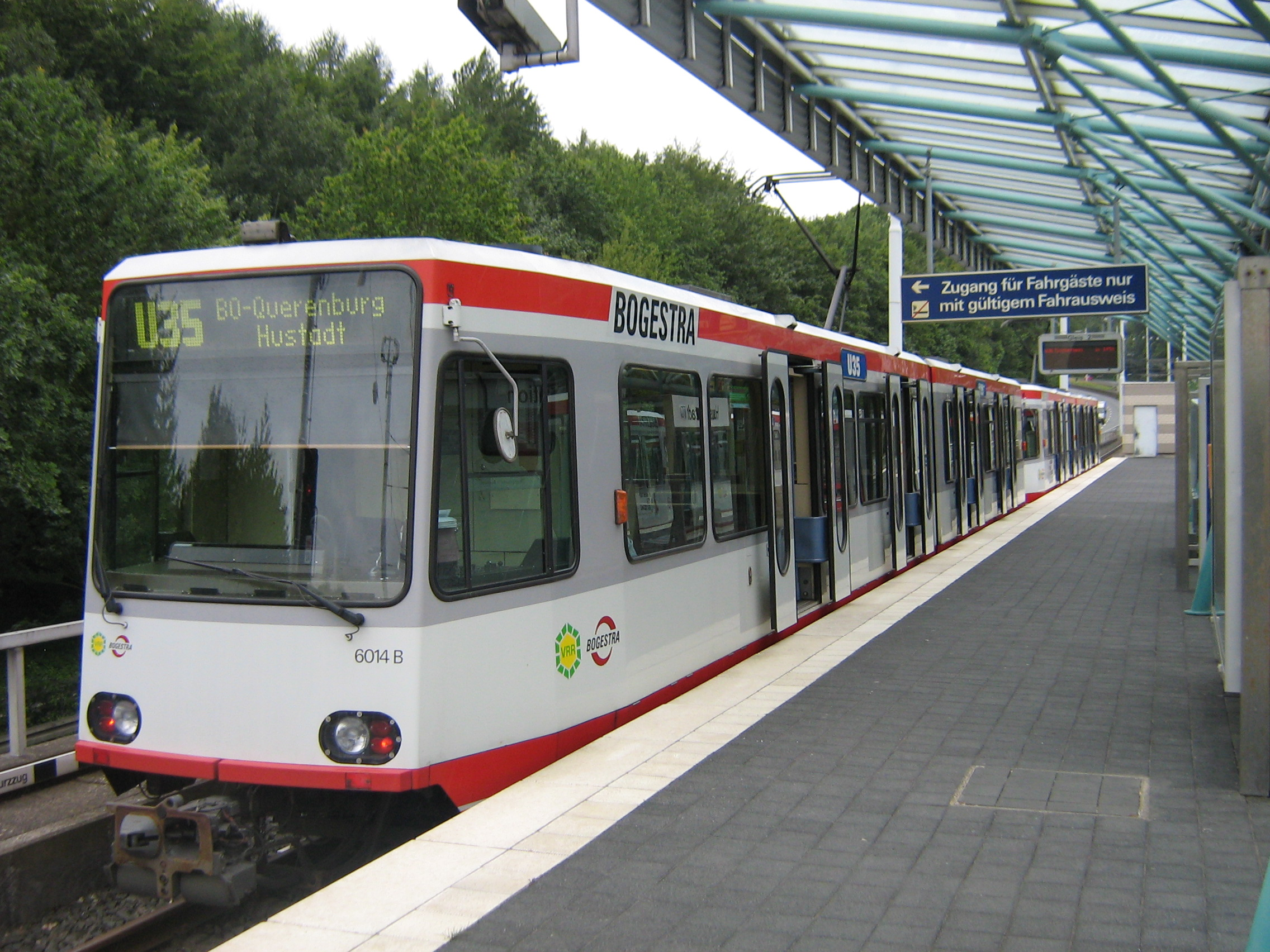
ボーフム（B80D）
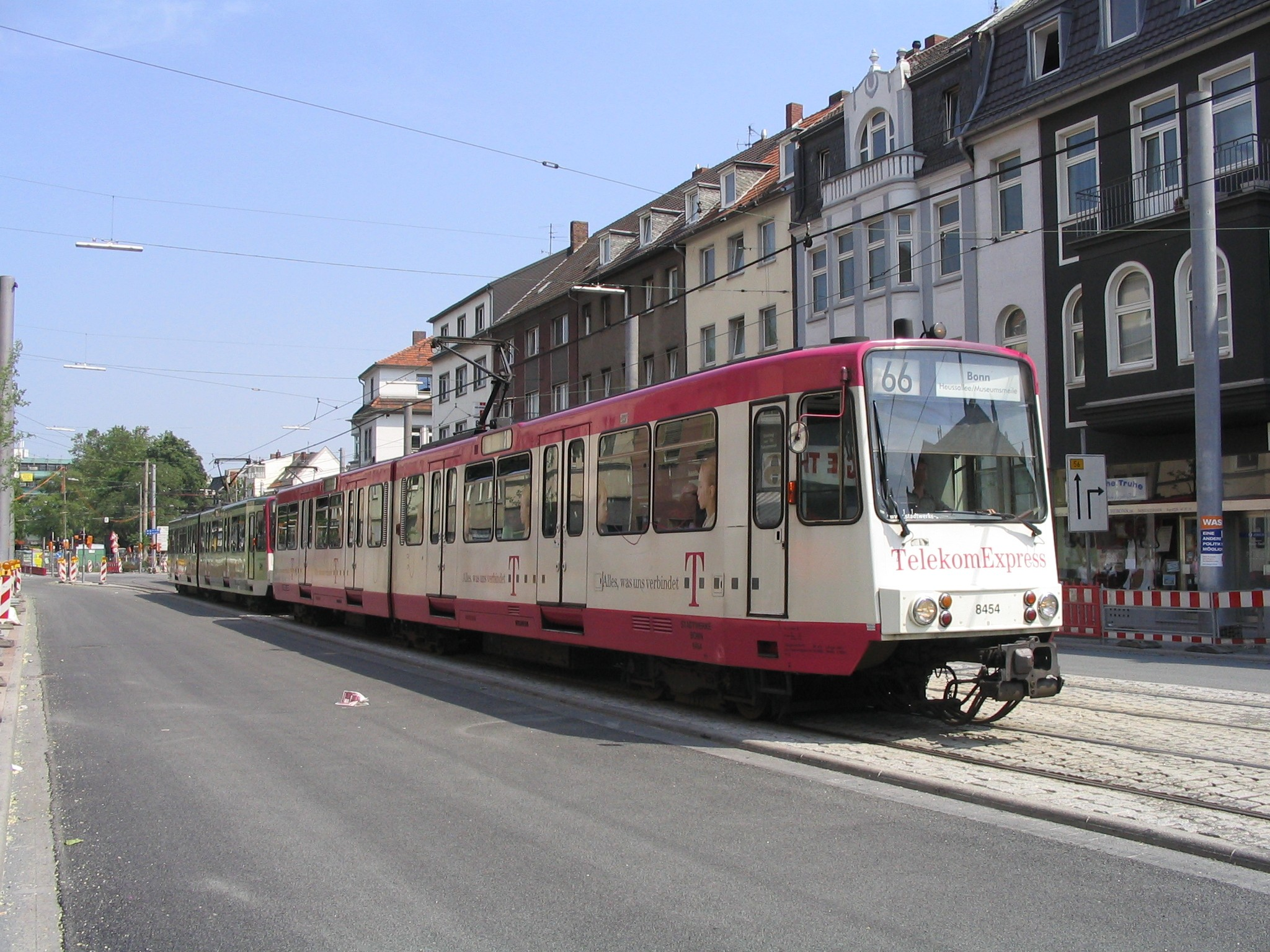
ボン（SWB）（B100S）
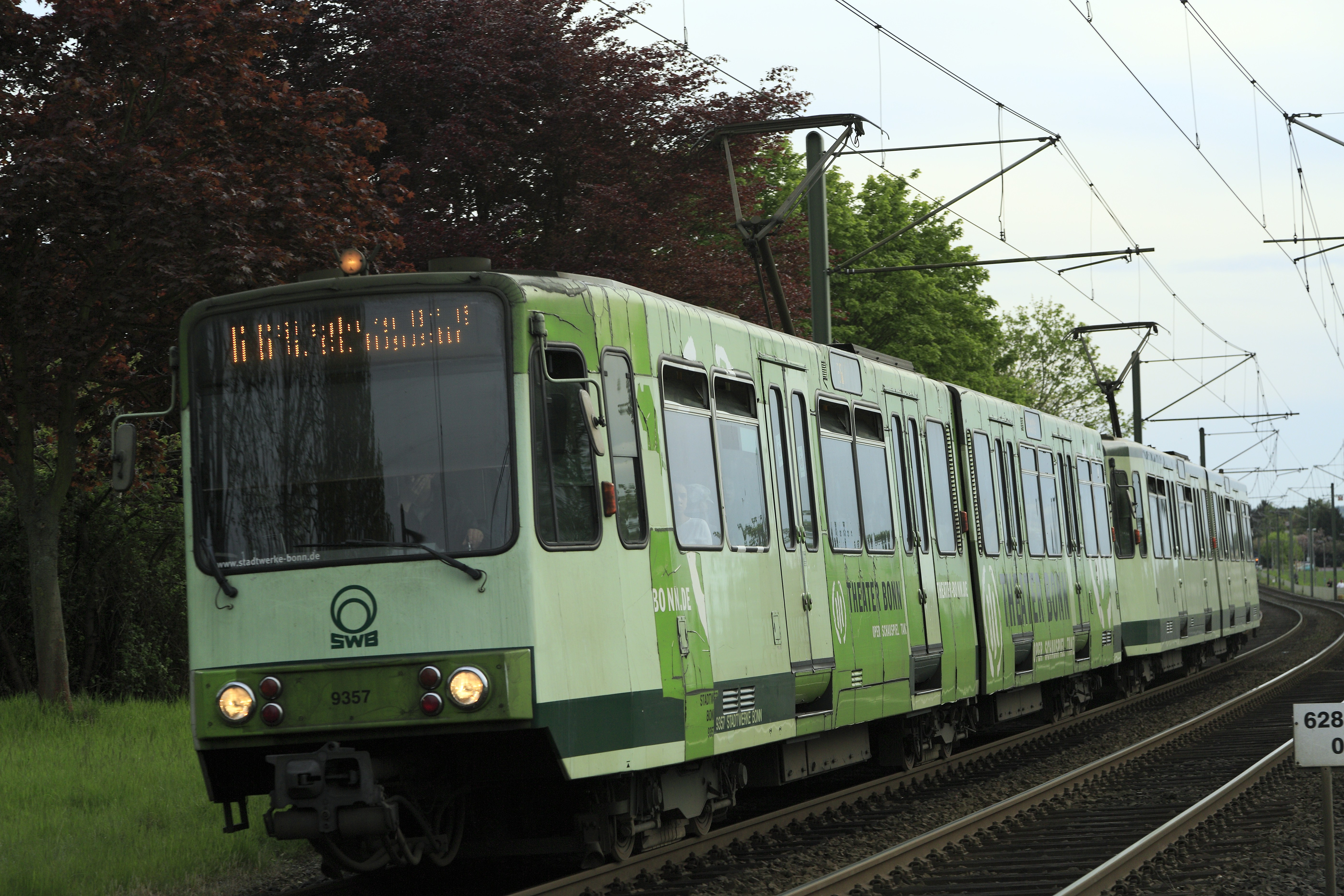
ボン（SWB）（B100C）
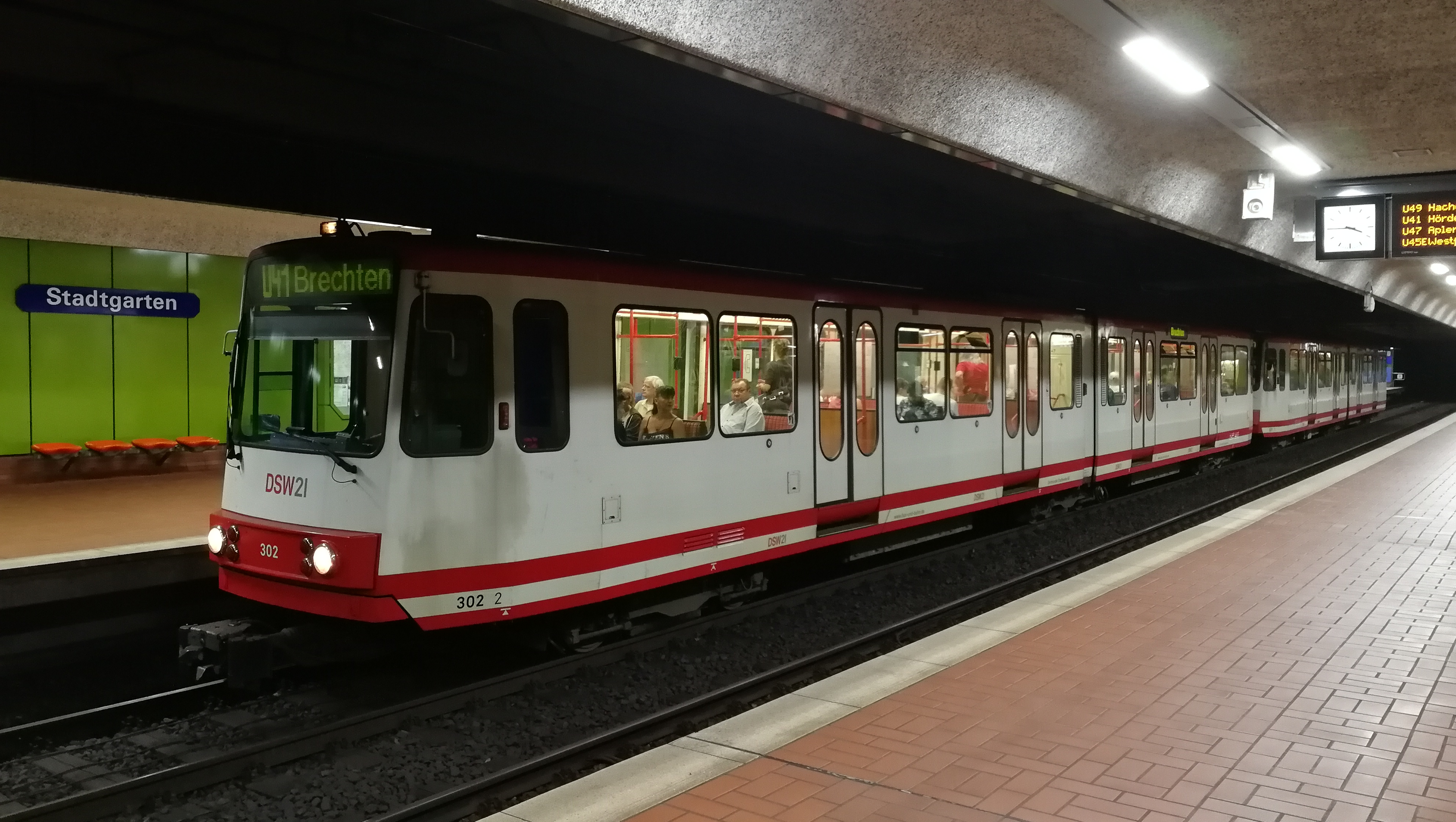
ドルトムント（B80C6）
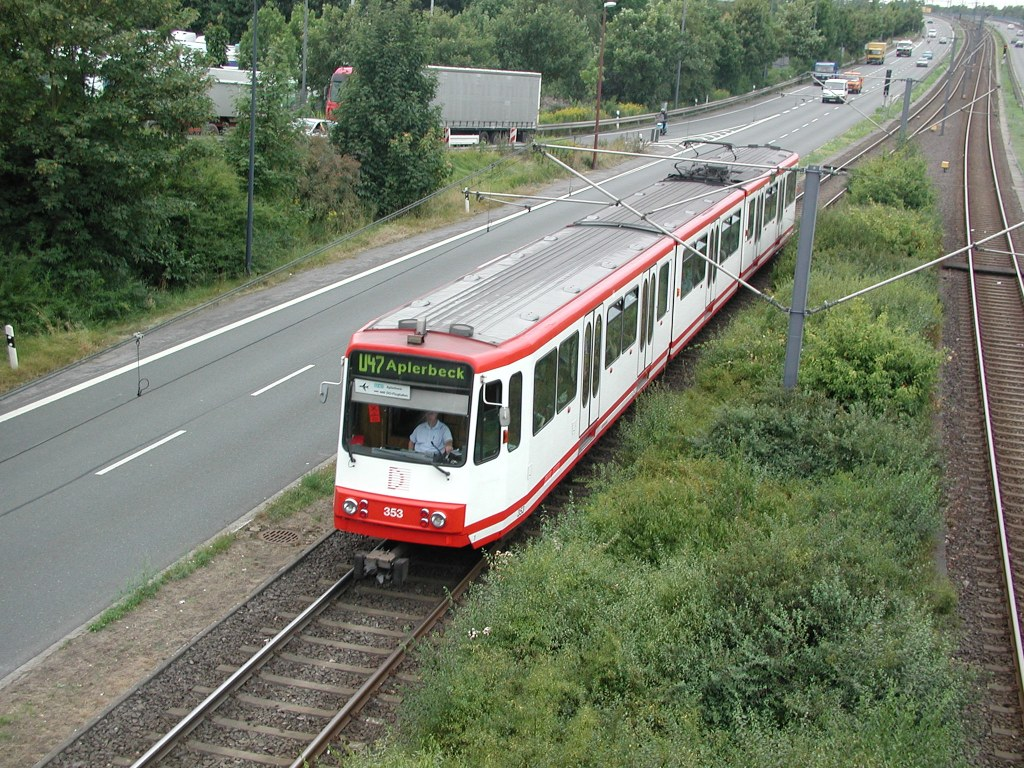
ドルトムント（B80C8）
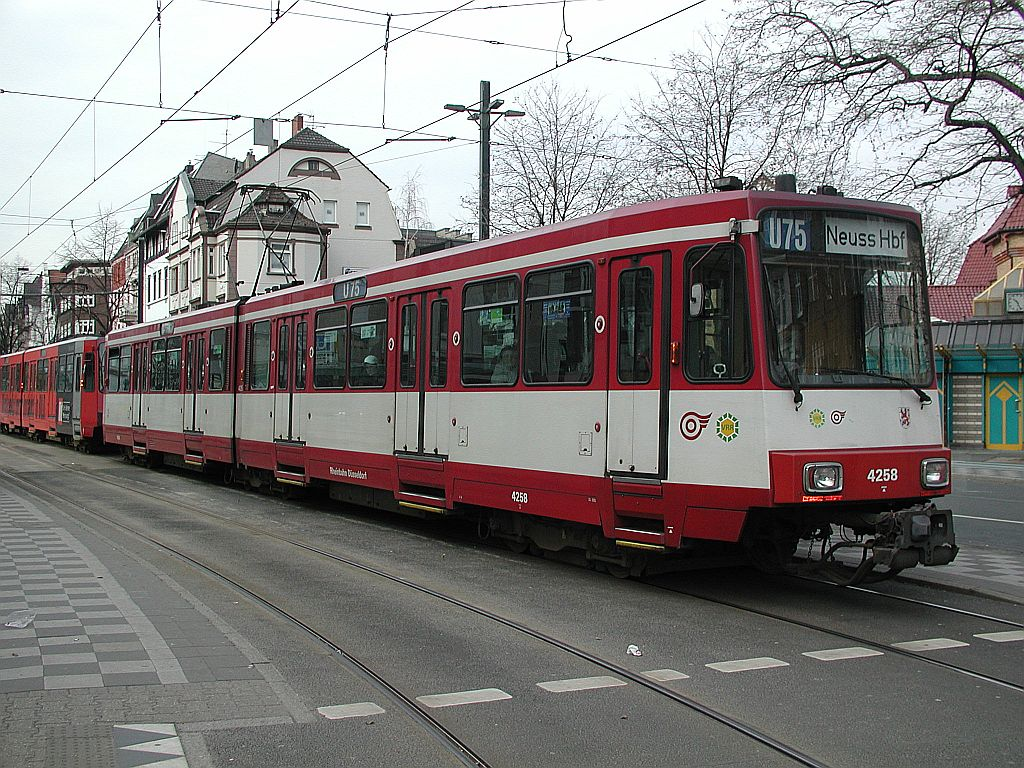
デュッセルドルフ（B80D）
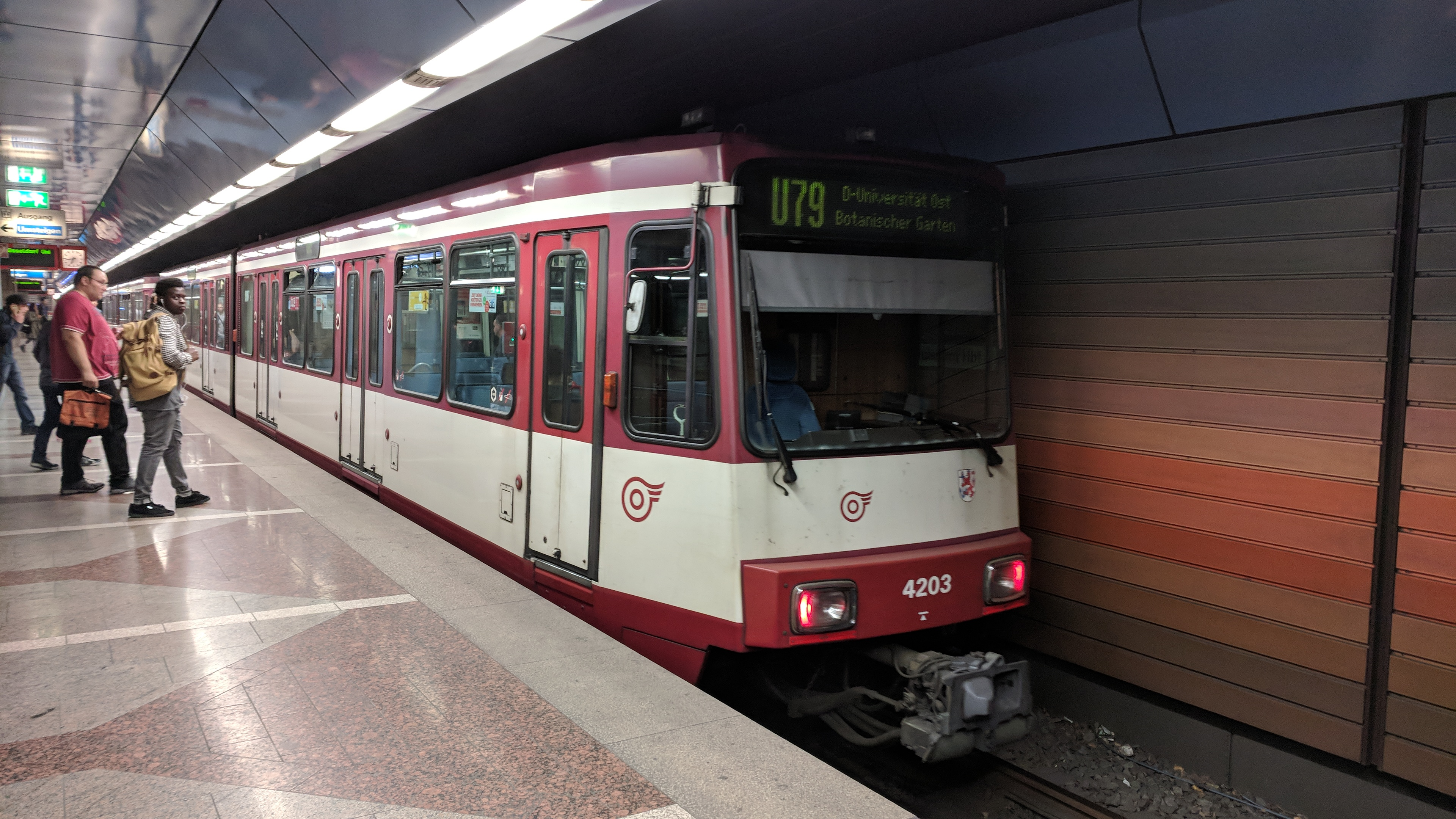
デュイスブルク（B80C）
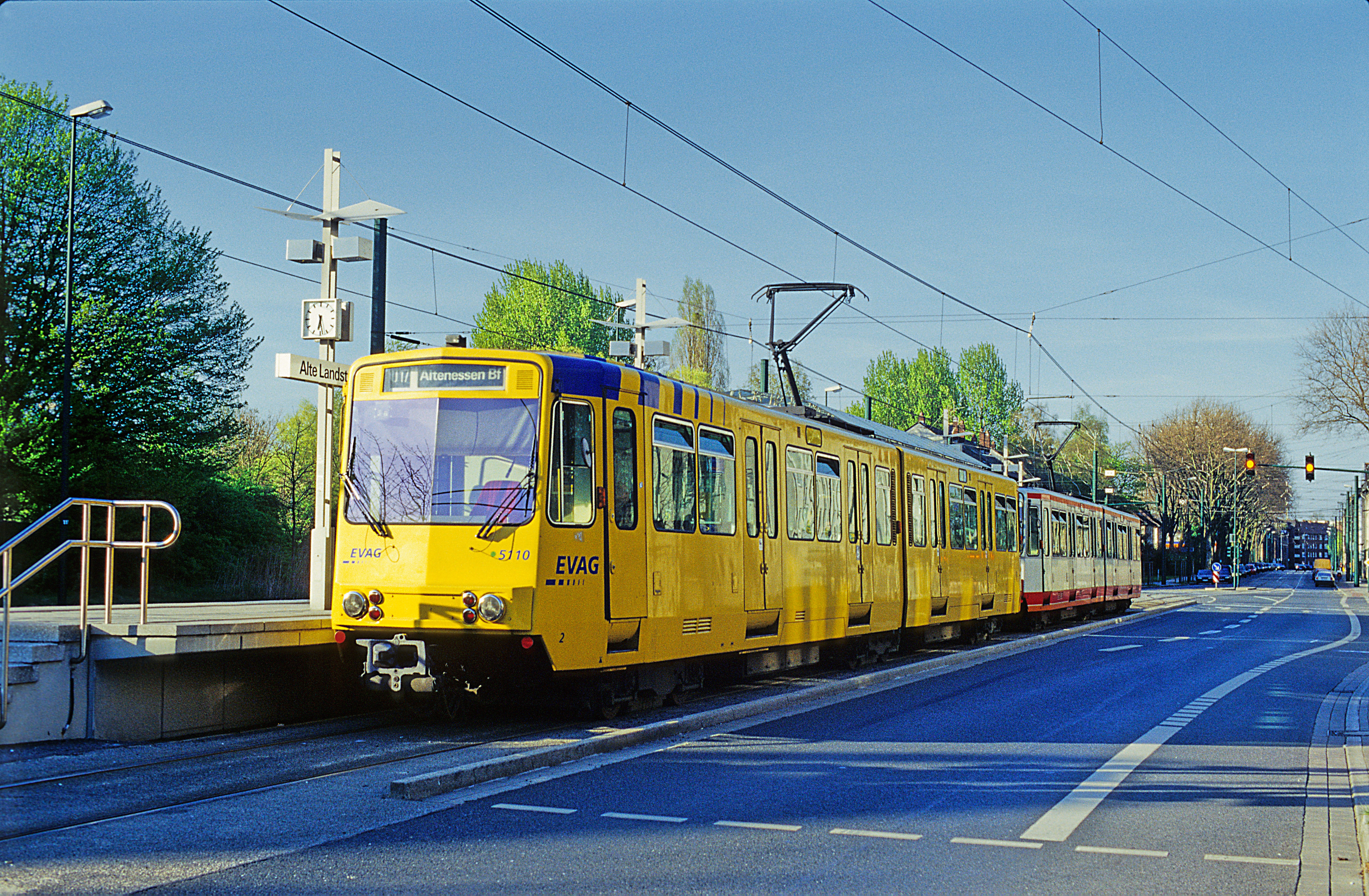
エッセン（B80C）
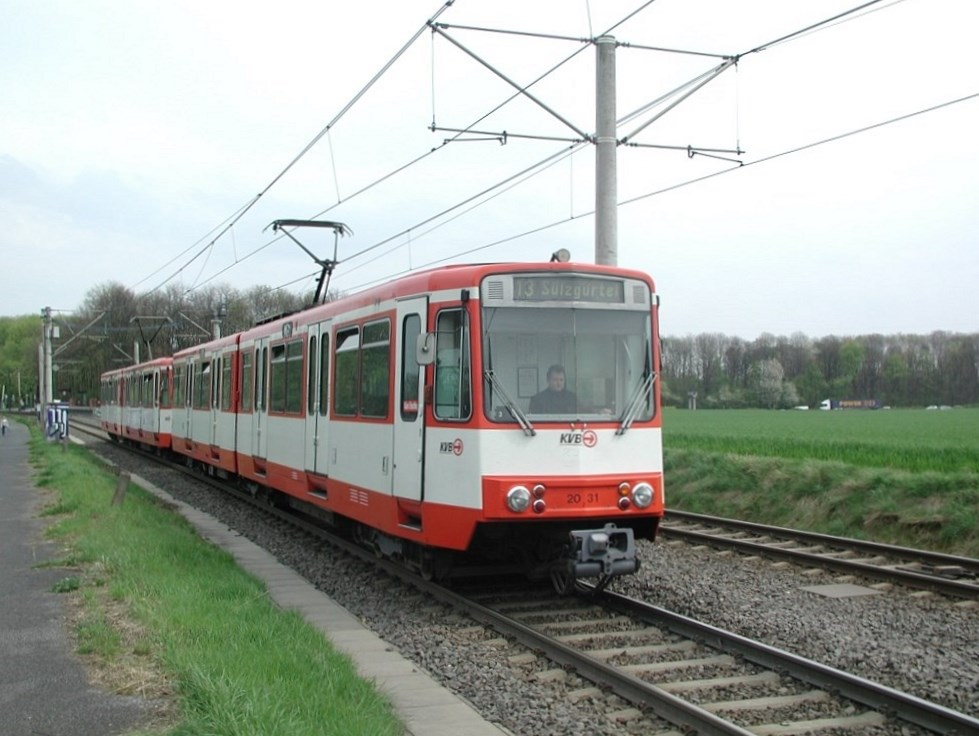
ケルン（B80S）
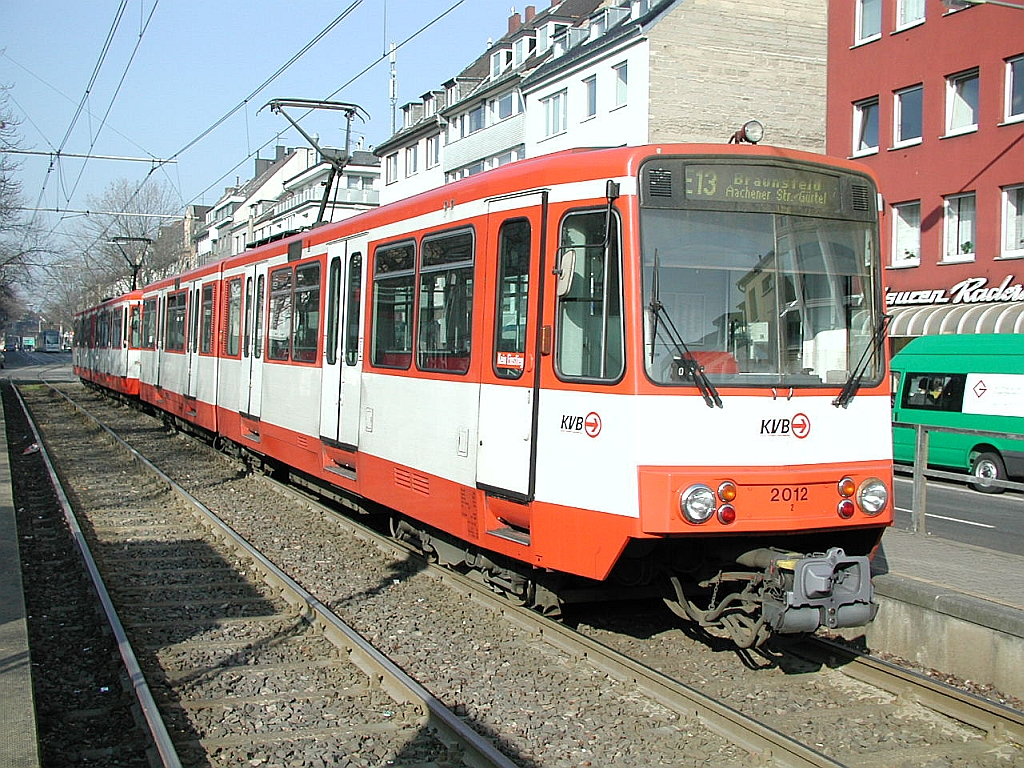
ケルン（B100S）
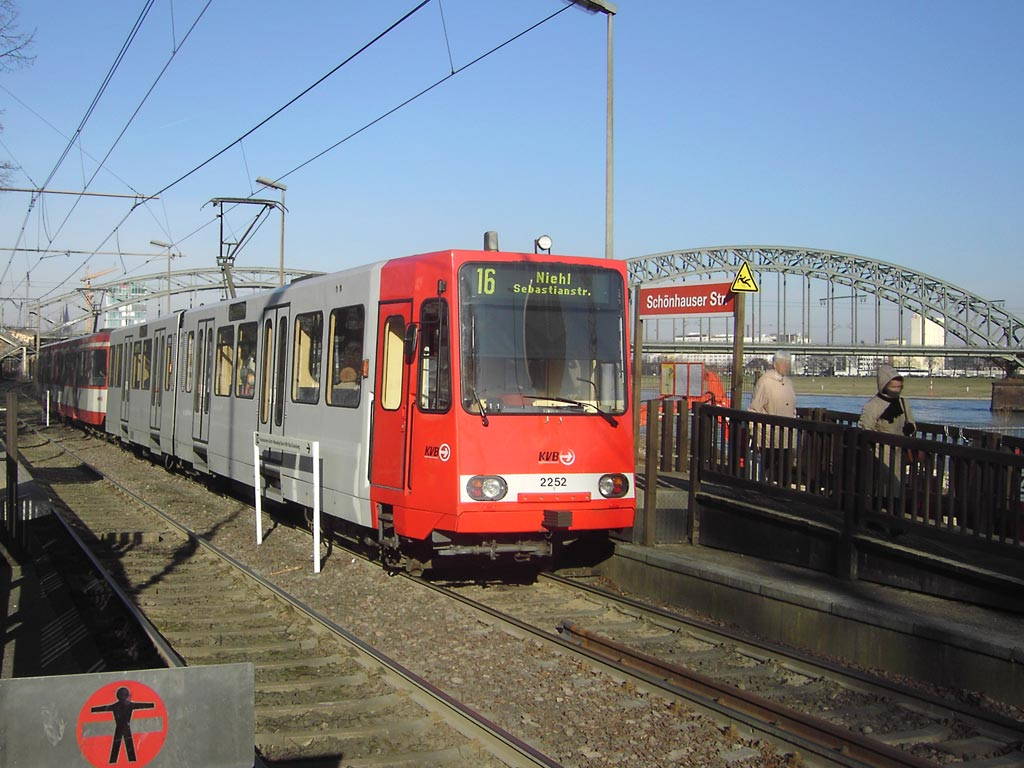
ケルン（B80D）
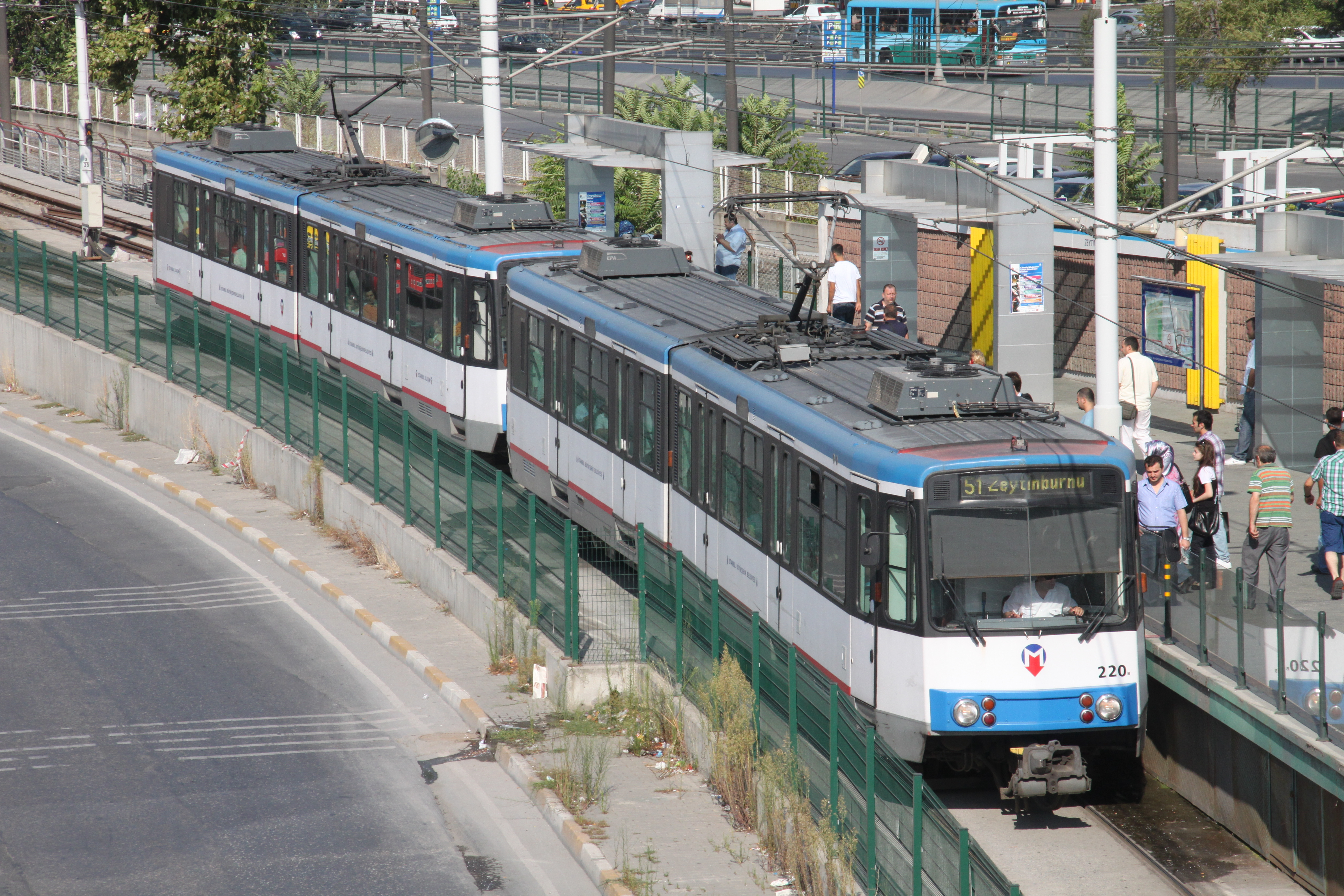
イスタンブール（B100S）

## 更新工事
2000年代以降、後継車両の導入により各都市でB形の廃車や譲渡が行われているが、その一方でケルンやボンを始め、今後もB形を継続して使用するため車体や内装、機器の更新が積極的に実施されている都市も多い。以下に取り上げるのは、B形の更新（リニューアル）工事の実例である。

### ボン

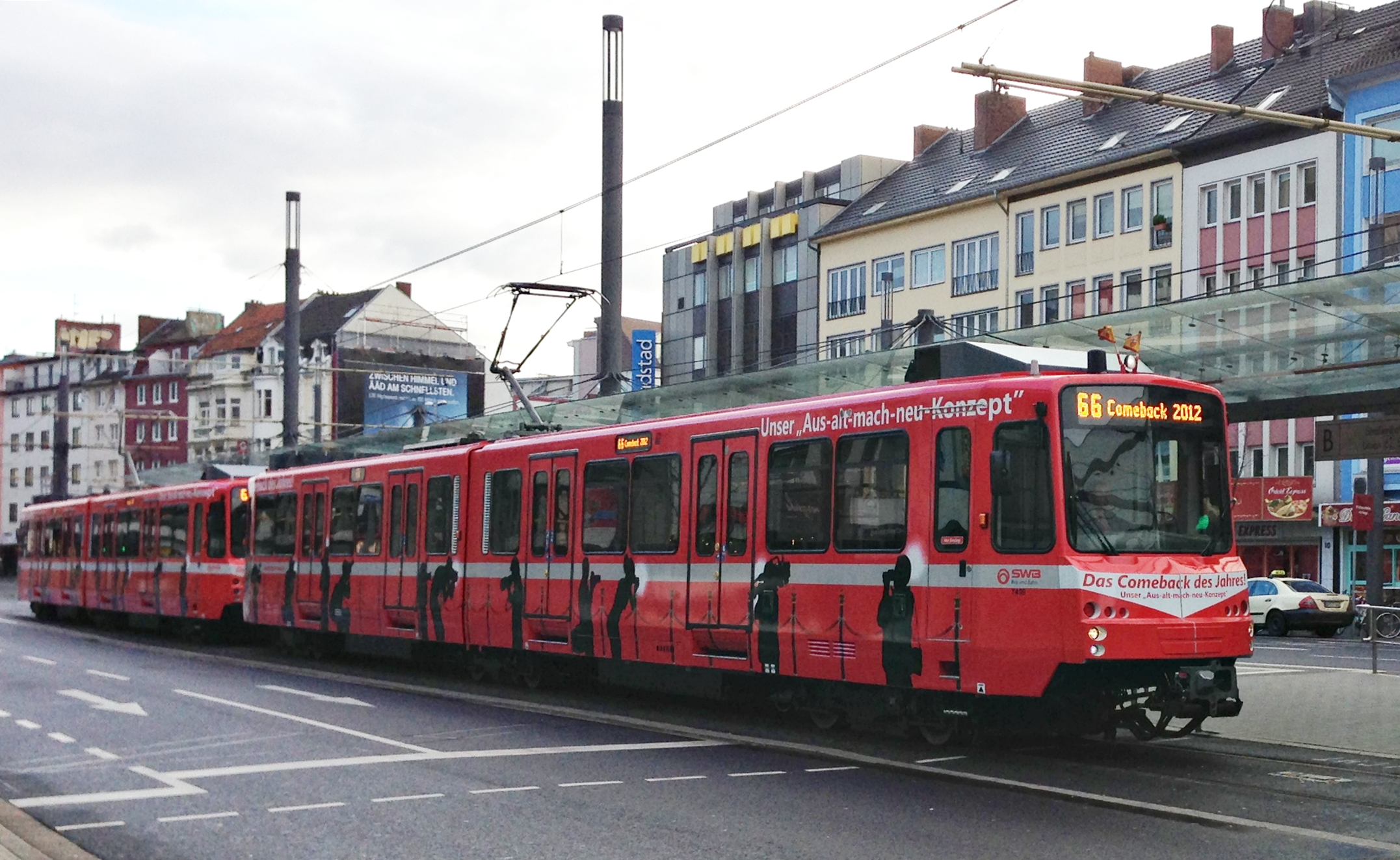
更新工事が行われた車両（2012年撮影）

ボンのシュタットバーンであるボン・シュタットバーンには開通当初から多数のB形が導入されていたが、製造から40年が経過した初期車について、2010年代でも車体は良好な状態を保っている一方、電気機器については老朽化に加え旧来の技術を用いる事から陳腐化が目立っていた。また、各メーカーの新型車両についてもボン・シュタットバーンの使用条件に適したものは存在せず、高額な導入費用も課題となっていた。そこで、シュタットバーンを運営するボン市交通公社（SWB）とボン＝ライン・ジーク電鉄（SSB）は、25両を対象に更新工事を行う事を決定した。
主要な改造箇所は電気機器で、制御装置が新造品の電機子チョッパ制御装置（IGBT素子）に交換され、制動使用時に電力を回収可能な回生ブレーキを搭載する事で消費エネルギー量が大幅に削減されている。また運転台も再設計が行われ、前面形状に変化が生じている。2007年に計画が発表された後、2012年に最初の試作車が完成し、以降は2019年現在も改造が継続して行われている。また、対象となった車両は「B80C-Z」という形式名で呼ばれている。

### ケルン

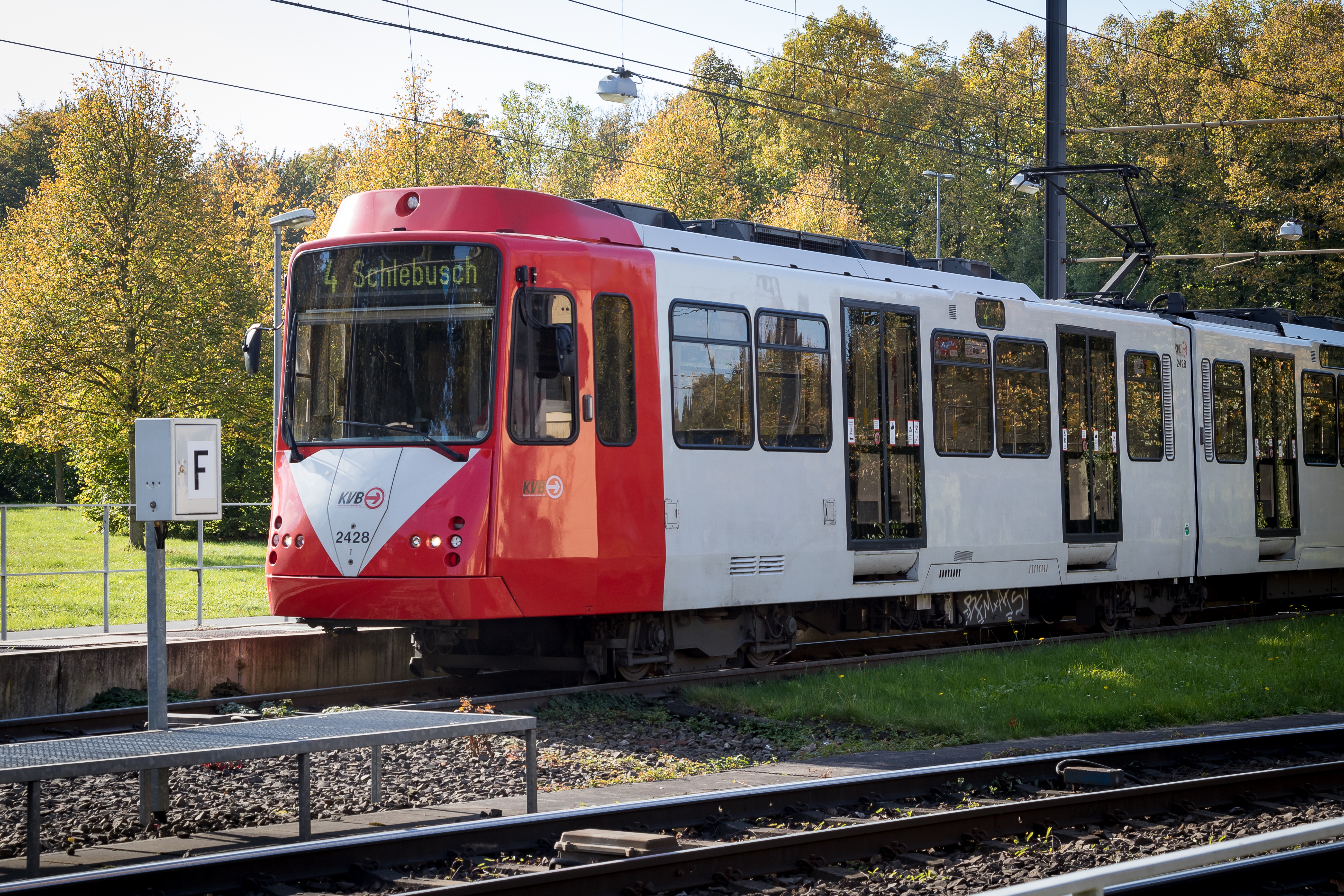
更新工事が行われた車両（2428、2017年撮影）

ケルンのシュタットバーンであるケルン・シュタットバーンには2002年以降ボンバルディア・トランスポーテーション製の新型電車（フレキシティ・スウィフト）が導入され、初期の車両が廃車、もしくはトルコのイスタンブールへ譲渡された一方、1984年から1985年にかけて製造された28両（2100番台、2101 - 2122、2192 - 2199）については、新型車両を導入するよりも費用が安価で済むという利点に加え、車両の状態が予想以上に良好であった事から、大規模な更新工事が実施される事となった。
改造内容は多岐に渡っており、前面を含めた運転台は新設計のものと交換されている他、連結運転を前提とする事から車体も片運転台式に変更されている。また電気機器や配線も主電動機を除いて変更され、冷暖房双方の機能を備えた空調が完備されている他、双方向ネットワークシステム「CAN」を用いた各種機器の自動診断・管理システムも搭載されている。車内も車椅子やベビーカーが設置可能なフリースペースが追加されている他、片運転台式に改造された事から座席数も増加している。
2014年から最初の2両が営業運転に投入されており、2017年までに全28両の更新工事が完了している。また、更新工事が実施された車両は番号も変更され、従来の2100番台から2400番台となっている。

### ドルトムント
ドルトムントのシュタットバーンであるドルトムント・シュタットバーンを運営するDSW21は、2018年にハイターブリック製の新型車両（バモスHF）の導入と共に、既存のB形のうち64両（B80C6、B80C8）についても同社やキーペによって更新工事を行う契約を交わした旨を発表した。これは車両の近代化に加え、シュタットバーンの慢性的な混雑解消を目的とした輸送力増強によるものである。
改造に際しては、内外装を新型車両・バモスHFと合わせる事を目的としており、二重窓による断熱・防音性の強化、空調システムの最適化や運転室への空調の設置、車内案内表示装置の充実などの改造が行われる。また、台車についても空気ばねを用いたニーリング機能を搭載する事で、全てのプラットホームと電車の間の段差を無くす。これらの改造は2020年から実施される事になっている。

### ボーフム
ボーフムとヘルネを結ぶボーフム・シュタットバーンで開業時から使用されているB形について、シュタットバーンを運営するBOGESTRAは2021年以降、スイスのシュタッドラー・レールによる内装や運転台、主要機器など大規模な更新工事を行う計画を発表している。

## 関連項目

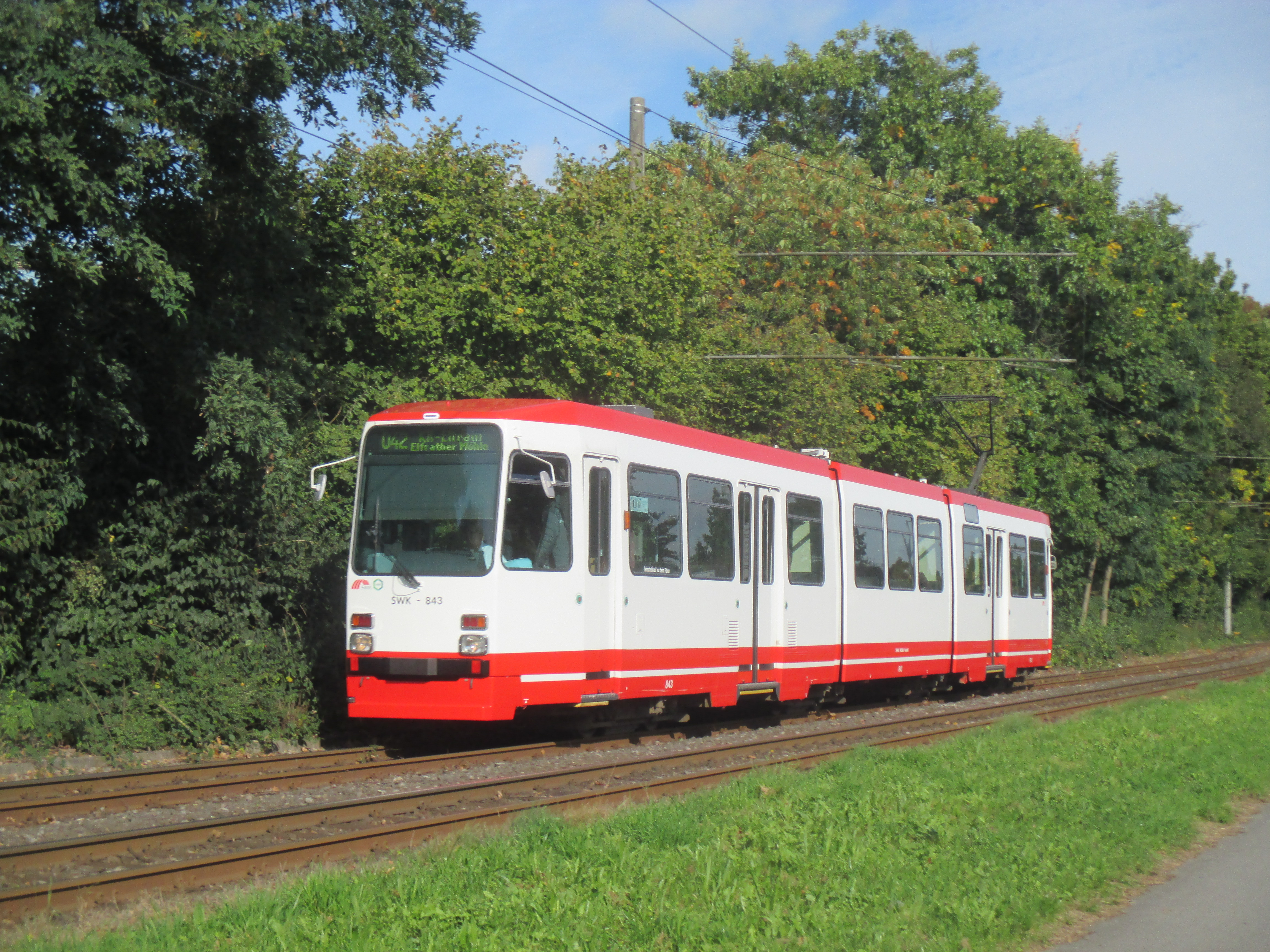
デュワグM/N形電車（M8C、クレーフェルト）
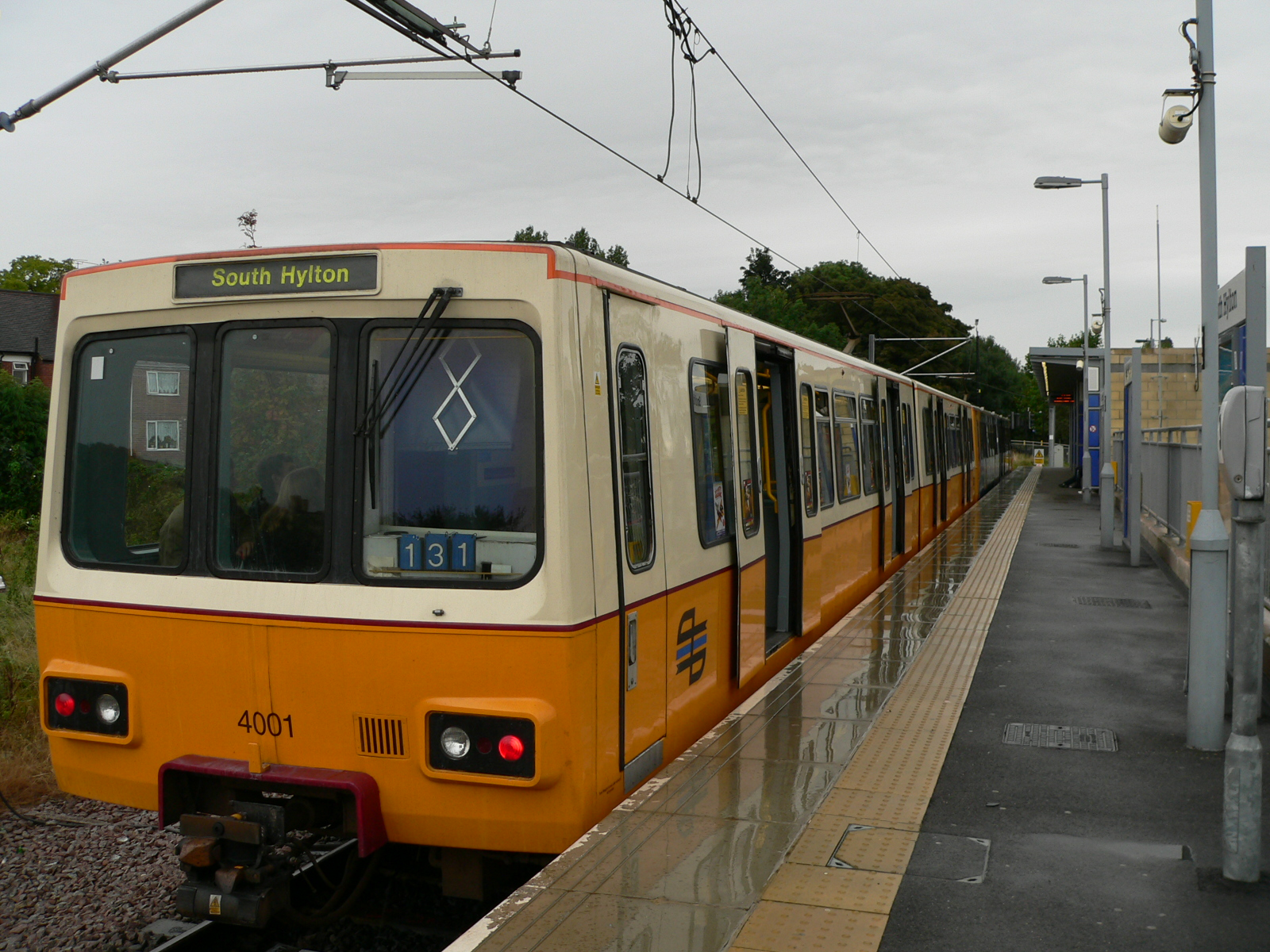
タイン・アンド・ウィア・メトロ4000形電車
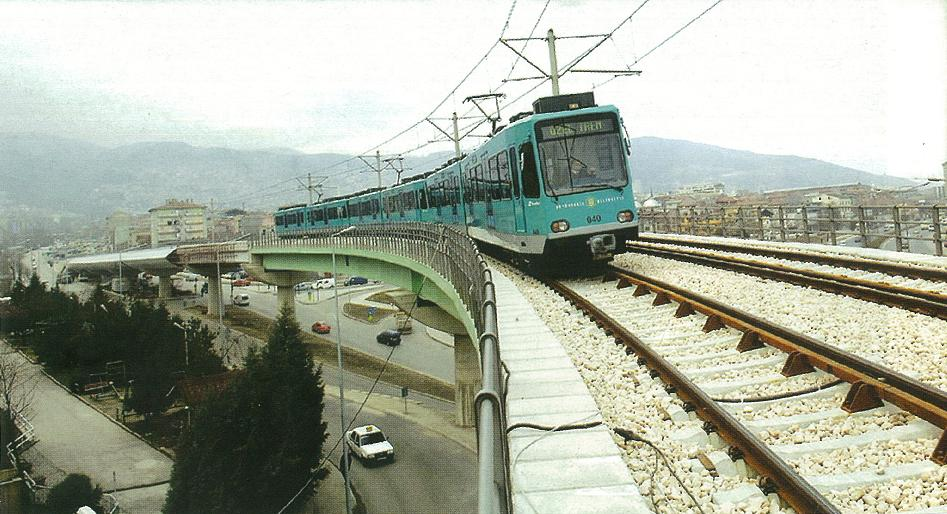
ブルサライB80形電車